# José Wanderley Neto
José Wanderley Neto (Cacimbinhas,  8 de junho de 1949), é um médico cirurgião cardiologista e político brasileiro, filiado ao Movimento Democrático Brasileiro. Sua mãe, Noêmia Wanderley, foi prefeita de Cacimbinhas e seu filho, Hugo Wanderley, é o atual prefeito. Além disso, seu irmão e sobrinho também foram prefeitos da mesma cidade. A família Wanderley comanda toda a politica do município. Assumiu o Governo de Alagoas em 11 de outubro de 2022, após o afastamento do titular por ordem do STJ. 
Foi secretário estadual de saúde no terceiro governo de Divaldo Suruagy, candidato a prefeito de Maceió em 2004, ficando em terceiro lugar na eleição vencida por Cícero Almeida e vice-governador de Alagoas de 2007 a 2011. Voltou a ser vice-governador desde 2022 no governo Paulo Dantas.
É professor do Departamento de Cirurgia da Universidade Federal de Alagoas, chefe do Serviço de Cirurgia Cardiovascular e diretor do Instituto de Doenças do Coração de Alagoas, membro titular da Sociedade Brasileira de Cirurgia Cardiovascular, membro fundador da Associação Brasileira de Transplante de Órgãos, ex-presidente da Sociedade Alagoana de Cardiologia, ex-presidente da Sociedade Norte-Nordeste de Cardiologia, ex-presidente da Sociedade Norte-Nordeste de Cirurgia Cardiovascular, ex-presidente da Sociedade Brasileira de Cirurgia Cardiovascular, ex-secretário de Saúde de Alagoas, ex-presidente do Conselho Regional de Medicina de Alagoas, ex-presidente do Conselho Nacional de Secretários de Saúde (CONASS) e orientador da Liga Acadêmica Cardiovascular da Universidade Federal de Alagoas.[carece de fontes?]
É considerado um dos maiores cardiologistas do Brasil.